# Maika Monroe
Maika Monroe   (Santa Barbara, 29 de maig de 1993) és una actriu i surfista d'estel professional estatunidenca. Va fer el seu debut interpretatiu a At Any Price (2012) i va aparèixer a la pel·lícula dramàtica Labor Day (2013). Va passar a ser coneguda com a reina del crit després de les seves actuacions a El convidat (2014), It Follows (2014), Tau (2018) i Villains (2019). També va interpretar Patricia Whitmore a Independence Day: Resurgence (2016).

## Infantesa
Monroe va néixer com a Dillon Monroe Buckley el 29 de maig de 1993 a Santa Bàrbara (Califòrnia), filla de l'intèrpret de llengua de signes Dixie i del treballador de la construcció Jack Buckley. Més tard va canviar el seu nom a "Maika", pel qual ja havia estat coneguda durant la major part de la seva vida. A l'edat de 17 anys, Monroe va deixar Santa Bàrbara i es va traslladar a Cabarete a la República Dominicana per continuar entrenant-se en surf d'estel en equip després de passar l'estiu anterior allà. Posteriorment va completar el seu últim any d'institut en línia.

## Carrera
L'abril de 2012, Monroe va signar per la pel·lícula dramàtica Labor Day, una adaptació de la novel·la del mateix nom. Va interpretar-hi Mandy, una noia de granja que festeja amb un jove i finalment n'esdevé esposa i mare d'un fill. El juny de 2013 es va unir al repartiment de la pel·lícula de suspens psicològic El convidat. El 2014 va interpretar Jay en la pel·lícula de terror It Follows, que es va convertir en un èxit i va assegurar l'estatus de Monroe com una reina de crits. El 2016 va coprotagonitzar la pel·lícula de suspens d'invasió La cinquena onada, basada en la novel·la del mateix nom. Monroe també va coprotagonitzar la pel·lícula de 2016 Independence Day: Resurgence, la seqüela d'Independence Day (1996), interpretant Patricia Whitmore, la filla de l'expresident.

## Filmografia

### Pel·lícules
| Any  | Títol                                               | Paper               | Notes        |
| ---- | --------------------------------------------------- | ------------------- | ------------ |
| 2012 | At Any Price                                        | Cadence Farrow      |              |
| 2013 | The Bling Ring                                      | Noia a la platja    |              |
| 2013 | Labor Day                                           | Mandy               |              |
| 2014 | El convidat (The Guest)                             | Anna Peterson       |              |
| 2014 | It Follows                                          | Jaimie "Jay" Height |              |
| 2015 | Echoes of War                                       | Abigail Riley       |              |
| 2015 | Burned                                              | Lila                | Curtmetratge |
| 2016 | La cinquena onada (The 5th Wave)                    | Ringer              |              |
| 2016 | Independence Day: Resurgence                        | Patricia Whitmore   |              |
| 2017 | Hot Summer Nights                                   | McKayla Strawberry  |              |
| 2017 | The Scent of Rain and Lightning                     | Jody Linder         |              |
| 2017 | Bokeh                                               | Jenai               |              |
| 2017 | Mark Felt: The Man Who Brought Down the White House | Joan Felt           |              |
| 2017 | I'm Not Here                                        | Karen               |              |
| 2017 | The Tribes of Palos Verdes                          | Medina Mason        |              |
| 2018 | After Everything                                    | Mia                 |              |
| 2018 | Tau                                                 | Julia               |              |
| 2018 | Greta                                               | Erica Penn          |              |
| 2019 | Honey Boy                                           | Sandra              |              |
| 2019 | Villains                                            | Jules               |              |
| 2019 | How To Be Alone                                     | Lucy                | Curtmetratge |
| 2020 | The Sound of Philadelphia                           | Grace               |              |
| 2020 | Flashback                                           | Cindy Williams      |              |
| 2021 | The Education of Fredrick Fitzell                   | Cindy Williams      |              |
| 2022 | Watcher                                             | Julia               |              |

### Televisió
| Any  | Títol                    | Paper           | Notes                 |
| ---- | ------------------------ | --------------- | --------------------- |
| 2011 | Eleventh Hour            | Maya Wynne      | Episodi: "Medea"      |
| 2013 | Flying Monkeys           | Joan            | Telefilm              |
| 2020 | The Stranger             | Clare           | Paper principal       |
| 2020 | JJ Villard's Fairy Tales | Blancaneu (veu) | Episodi: "Snow White" |